# Rachel Loveridge
Rachel Loveridge (ur. 5 lipca 1980 w Swindon) – brytyjska wioślarka.

## Osiągnięcia
- Mistrzostwa Europy – Ateny 2008 – ósemka – 2. miejsce[1].